# Иван Никчевић
Иван Никчевић (Никшић, 11. фебруар 1981) бивши је српски рукометаш. Играо је на позицији левог крила.

## Клупска каријера
Рукометом је почео да се бави са 12 година у родном Никшићу, у екипи Сутјеске. За први тим Сутјеске је дебитовао са 16 година, а већ са 17 година је прешао у Црвену звезду и у клубу је играо све до 2005. године. Учествовао је у освајању дупле круне у сезони 2003/04. Никчевић је годинама био један од водећих играча клуба, а у сезони 2002/03. био је и најбољи стрелац екипе. У својој последњој сезони у црвено-белом дресу 2004/05, постигао је 21 гол у Лиги шампиона и био други стрелац тима иза Петра Ненадића, а Звезда је забележила две победе у групној фази такмичења, од којих је једна била против тадашњег шампиона Европе, екипе Цеља Пивоварне Лашко.
Каријеру је 2005. године наставио у шпанској Алтеи, у којој је провео две сезоне. Уследила је година у Сијудад Алмерији након чега је две сезоне наступао за Портланд Сан Антонио. Затим је наступао за Гранољерс и Ваљадолид. Након седам година у Шпанији, Никчевић је лето 2012. године отишао у Пољску где је потписао за Вислу из Плоцка. У Висли је провео наредне четири сезоне, након чега је прешао у Спортинг из Лисабона. У сезони 2016/17. са португалским клубом је освојио Челенџ куп. Током боравка у Спортингу освојио је и две титуле првака Португалије, да би у мају 2020, након четири сезоне напустио клуб. Последње три сезоне је провео у шпанском Бенидорму након чега је 2023. године завршио играчку каријеру.

## Репрезентација
Наступао је за све млађе селекције репрезентације СР Југославије, а касније и Србије и Црне Горе. Дебитовао је за сениорску репрезентацију СР Југославије када му је било 20 година. Након распада државне заједнице, добио је позив да наступа за репрезентацију Црне Горе али је одабрао да игра за Србију, са којом је освојио сребрну медаљу на Европском првенству 2012. у Србији. Наступао је и на Олимпијским играма 2012. у Лондону, као и на још неколико европских и светских шампионата на којима национални тим није освојио медаље. Био је и капитен репрезентације, а од националног тима се опростио 2016. године.

## Трофеји

### Црвена звезда
- Првенство СЦГ (1) : 2003/04.
- Куп СЦГ (1) : 2003/04.

### Спортинг Лисабон
- Првенство Португалије (2) : 2016/17, 2017/18.
- ЕХФ Челенџ куп (1) : 2016/17.